# 阿那瓌
阿那瓌（？年—552年），郁久闾氏，自号敕连头兵豆伐可汗，為亞洲蒙古高原一帶古國柔然的第十三位君主，阿那瓌是醜奴之弟，伏图之子。

## 生平
520年，柔然可汗醜奴被母亲候吕陵氏所杀，醜奴之弟阿那瓌遂於同年9月立为可汗。但才繼位10日，族兄俟力发示发即發動叛亂，率眾數萬討伐阿那瓌。和弟弟乙居伐輕騎南下依附北魏。北魏讓阿那瓌駐守懷朔鎮，仍稱汗。並封他为朔方郡公、蠕蠕王。521年，阿那瓌從父兄俟力發婆羅門率領數萬人擊敗了示發，示發竄逃至地豆于後仍遭殺害。次年，北魏让婆罗门让位于阿那瓌，他假意派大臣南下迎接，阿那瓌不敢回国。同时婆罗门被高车王伊匐击败，逃到凉州归降北魏。被安置在西海郡（今内蒙古额济纳旗）。阿那瓌被柔然诸部数万人迎还。523年，北魏六镇之乱，他应北魏之召，在525年派军南下镇压，击溃破六韩拔陵所部，击败将领破六韩孔雀。柔然恢复元气，击败高车，与北魏通贡不绝。北魏分裂为东魏、西魏，两方都争取柔然支持。他的兄弟塔寒娶西魏的化政公主；长女嫁给西魏文帝；孙女邻和公主叱地连嫁给东魏高欢的儿子高湛；另一女蠕蠕公主嫁给高欢；儿子庵羅辰娶东魏兰陵公主。他和南朝加强联系，和南梁通好，他仿照中原官制，设侍中、黄门等职务，以齐人淳于覃任秘书监、黄门郎。
为柔然的锻工的突厥崛起，546年，鐵勒部落東征柔然。突厥可汗土門於中途邀擊聯軍，大勝，收降鐵勒部眾5萬餘戶。土門自恃突厥強盛，要求阿那瓌可汗將公主下嫁，阿那瓌大怒而拒絕，羞辱突厥為柔然的「鍛奴」。土門大怒，殺柔然使者，遣使向西魏求婚。
西魏廢帝元年正月（552年）土門發兵攻擊柔然，大破柔然軍於懷荒鎮北面。阿那瓌因而自殺，其子庵羅辰投奔北齊，餘衆復立阿那瓌叔父鄧叔子為柔然國主。

## 家庭

### 兄弟姐妹
- 醜奴，豆罗伏跋豆伐可汗
- 俟匿伐
- 祖惠
- 乙居伐
- 塔寒
- 秃突佳

### 可敦
- 吐谷浑氏，吐谷浑国主伏连筹之女[4][5]

### 子女
- 庵羅辰，於553年繼任可汗
- 郁久閭皇后，长女
- 蠕蠕公主，次女